# فرودگاه شهری بیکر سیتی
فرودگاه شهری بیکر سیتی (به انگلیسی: Baker City Municipal Airport) یک فرودگاه همگانی با کد یاتا BKE است که یک باند فرود آسفالت دارد و طول باند آن ۱۵۵۳ متر است. این فرودگاه در کشور ایالات متحده آمریکا قرار دارد و در ارتفاع ۱۰۲۸٫۱ متری از سطح دریا واقع شده‌است.